# 何可綱
何可綱（？—1631年），又作何可剛，明朝遼東人。是袁崇煥的部屬，任職寧遠道中軍，為人廉潔勇敢，具有良好的領導統御才幹，擅長安撫士兵。何可綱先後於寧遠大捷、寧錦之戰成功守備寧遠城，備受袁崇煥推崇，與趙率教、祖大壽共為抗清三將。於1628年清軍經蒙古入關侵犯明朝首都北京時，先大戰古冶鄉及雙望，接著營雙望諸山，之後收復永平。何可綱於大凌河之役時，與祖大壽被清軍團團困死大凌河要塞，彈盡糧絕之際，仍然不願投降，最後於滿清諸將面前被祖大壽殺死。

## 經歷

### 初戰告捷

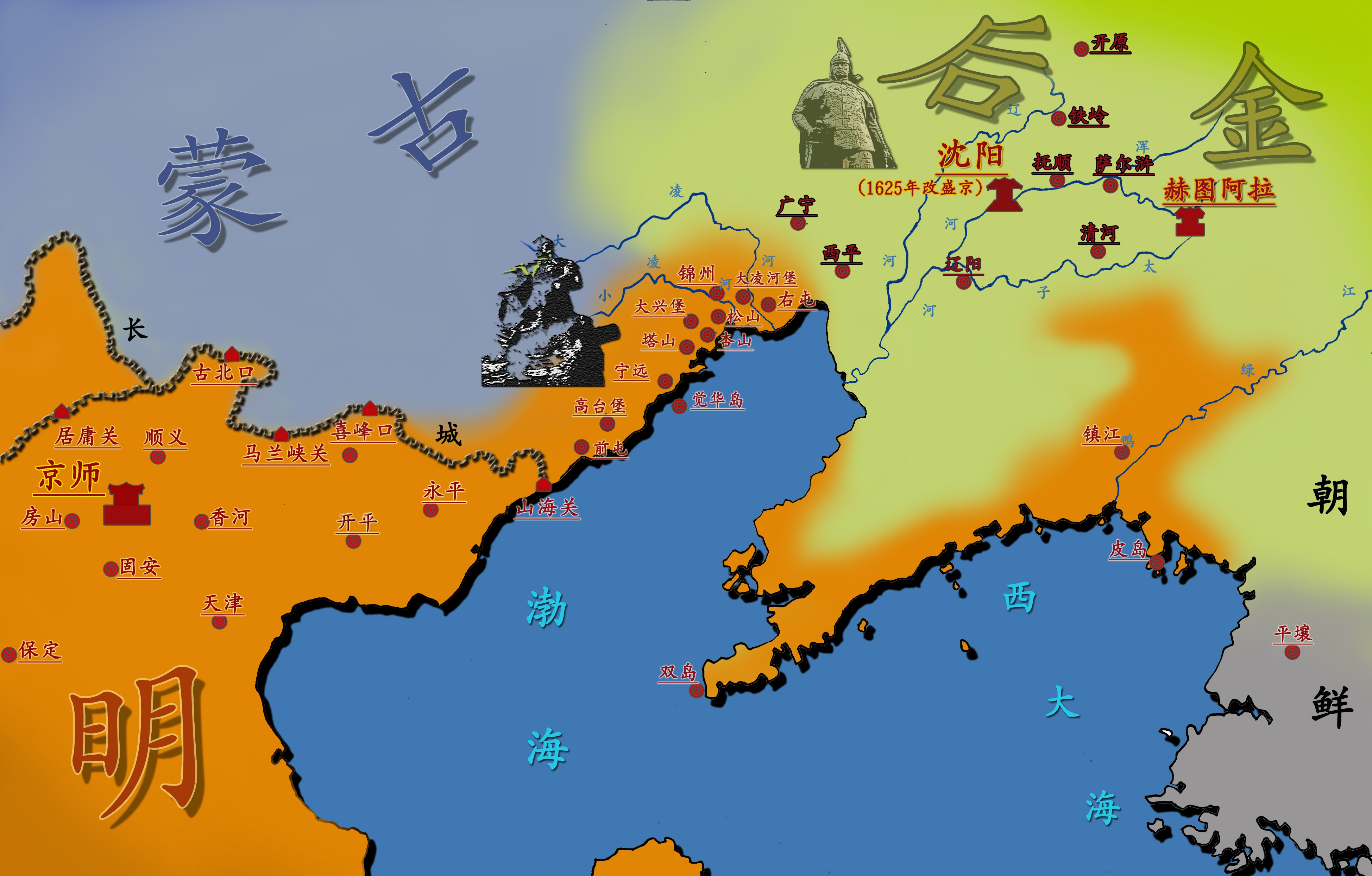
明朝末年明清（後金）對峙圖。

1616年，努爾哈赤在赫圖阿拉稱汗，建立後金，起兵反明。努爾哈赤於薩爾滸之戰擊潰明軍之後又佔領瀋陽、遼陽，勢如破竹，強不可撼。明軍節節敗退，逃入山海關內，時人稱「女真不满万，满万不可敌」。
1626年後金帝努爾哈赤率大軍包圍山海關的前哨寧遠城，當時何可綱協助袁崇煥守備寧遠城。他們以紅夷大炮擊敗後金軍，努爾哈赤返國後去世，史稱寧遠大捷。何可綱也因功升官為都司僉書。1627年，繼任努爾哈赤，建國清朝的皇太極率軍再攻寧遠與錦州，史稱寧錦之戰，何可綱再度成功守備寧遠城。事後升參將，署寧遠副將事，然而袁崇煥被免職。

### 實賴可綱
1627年明朝朱由檢繼位，即崇禎帝。巡撫畢自肅命何可綱令轉任中軍。直到袁崇煥再度復出，何可綱方擔任副將領中軍事。當時寧遠因為缺餉四個月，爆發十三營之變。四川兵與湖廣兵先行嘩變，把巡撫畢自肅、總兵官朱梅等縛在譙樓上。兵備副使郭廣把官銀二萬兩銀子拿出發餉，並向寧遠商民借五萬兩，嘩變始解。何可綱受袁崇煥命令率軍逮捕張正朝、張思順等人並斬首，斬殺中軍吳國琦、懲罰參將彭簪古，罷免都司左良玉等四人，十三營之變平定。
十三營之變後袁崇煥打算重新布局戰場給將領掌管，向崇禎帝建議分成扼守關內山海關、一片石的平遼將軍，及關外寧遠、錦州的征遼前鋒將軍兩部。其中建議以何可綱專防寧遠城，並且稱讚「仁而有勇，廉而能勤，事至善謀，其才不在臣下。臣向所建豎，實可綱力。」。袁崇煥又說，趙率教、祖大壽與何可綱這三人是抗清三將，不論成敗都願意與此三人同生共死。崇禎帝聽從他的建議後，讓何可綱協助崇煥更新軍制，該年節省軍餉居然有一百二十萬有餘，可見何可綱的能力甚佳。之後崇禎帝認為何可綱以春秋二防有功，進職右都督。 　　

### 己巳之變
1628年冬天，清帝皇太極避開寧錦堅城，繞道長城喜峰口後入侵明朝首都北京，何可綱與祖大壽隨袁崇煥緊急率軍入關保衛京城，並且成功的在北京城左安門、廣渠門外與清軍維持相持之勢。己巳之變後袁崇煥被崇禎帝奪權監禁，祖大壽大怒，何可綱隨他一同東返出關。崇禎帝著急了，急令袁崇煥寫信召返祖大壽與何可綱。祖何二人在出關之後收到信，兩人痛哭後返回京師再度守衛。1629年初，北京四周的永平、灤州又被清軍攻陷，祖大壽與何可綱的目標是收復永平、遵化一帶以截斷清軍歸路。何可綱率軍大戰古冶鄉及雙望，稍為有所斬獲。袁崇煥死後，孫承宗接替成為薊遼總督。四月，孫承宗命令何可綱率軍營雙望諸山，以綴永平之師。命令祖大壽率軍直趨灤州。灤州收復後，皇太極忌憚退路以斷，放棄永平逃離，何可綱成功率軍收復永平。擊敗清軍後，崇禎帝加封何可綱為太子太保、左都督。

### 激戰大凌河
袁崇煥死後，何可綱協助祖大壽防禦錦州、寧遠、大凌河等地。不久皇太極又率清軍包圍錦州，何可綱率領諸將救援，於郵馬山成功擊敗清軍。孫承宗巡視遼東後，向崇禎帝建議在錦州附近的大凌河築城，藉由大凌河擴大地盤以穩固錦州。1630年何可綱協助祖大壽於大凌河築城。八月剛完工時，皇太極突然率清軍兩萬人團團包圍大凌河要塞，意圖困死祖大壽。何可綱率明軍堅守大凌河要塞，讓清軍久攻不下。孫元化得知大凌河要塞被圍後，急令孔有德救之，然而孔有德於救援途中發動吳橋兵變，倒戈回攻山東，登州城陷；孫承宗又派宋偉、吳襄兩將救援祖大壽，宋吳兩將不和，在長山坡遭遇清軍潰敗。最後，在第四次增援行動中監軍張春率軍以紅夷大砲攻擊來犯清軍，吳襄因清軍也以紅夷大砲反擊，居然率先逃遁，張春軍大敗被俘。之後，祖大壽率軍四次突圍均全軍覆沒，損失兩萬多人。1631年大凌河要塞堅守一段時間後糧盡援絕，祖大壽等人打算投降，然而何可綱堅持絕對不可以投降滿清。最後祖大壽抓住他，於滿清諸將前面殺死。可綱臨死前面不改色，不發一言，含笑而死，其屍體被城中飢民分食。事後祖大壽偽報朝廷：「可綱慰閣部，獻身為食」。後來東窗事發，明廷了解實際情況，直隸巡按王道直上書說：「大凌河之役，只有副總兵何可綱堅持不投降，以至於死無完膚。他的正氣萬夫不惴，而忠心千古為昭。」完整地表明何可綱的死因。。

## 評論
- 袁崇煥欲更置大將，上言：「臣昔為巡撫，定議關外止設一總兵......而以臣中軍何可綱專防寧遠。可綱仁而有勇，廉而能勤，事至善謀，其才不在臣下。臣向所建豎，實可綱力，請加都督僉事，仍典臣中軍。則一鎮之費雖裁，一鎮之用仍在。」[3]

- 直隸廵按王道直疏奏：「凌河之困，獨副總兵何可綱大罵不屈，死無完膚。其正氣萬夫不惴，而忠心千古為昭，其贈卹固宜首加。」[8]

## 延伸阅读
[在维基数据编辑]
 《明史卷二百七十一》，出自《明史》

### 引用
1. 1 2  《明史 列傳第一百五十九 何可綱》：「臣妄謂五年奏凱者，仗此三人之力，用而不效，請治臣罪。」
2. ↑   《明史》（卷259）：「忠賢因使其黨論崇煥不救錦州為暮氣，崇煥遂乞休。」
3. 1 2  《明史 列傳第一百五十九 何可綱》
4. ↑  《明實錄·崇禎實錄》（卷二）：「丙午，袁崇煥求外城屯兵，如滿桂例。並請輔臣出援。不許。」
5. ↑  《明實錄·崇禎實錄》（卷二）：「遼東兵潰，遼兵素感崇煥恩。滿桂與祖大壽又互相疑貳。大壽輙率兵歸寧遠，遠近大駭。」
6. ↑  《明實錄·崇禎實錄》（卷二）：「孫承宗上言：『遼東兵潰約萬五千人，自通州南趨張灣。臣聞之，急以手札慰諭祖大壽。並傳檄三軍，令游擊石柱國力諭諸將校、將校多垂淚』。曰：『主帥已戮城，上又以火炮殲我，故逃避至此。』臣思大壽危疑之，甚又以身貴不能受制。同列故乘吏卒驚疑，全軍盡潰陷。人以自護，非諸將盡叛，也急宜敕關內關外。兩道慰諭將領角。」
7. ↑  《崇禎長編 卷五一》：「初未潰前一日，凌城食盡。副總兵何可綱語大壽曰：『子可出慰閣部，我當死此！自為文以祭，遂死之。』」
8. 1 2  《崇禎長編 卷五三》

### 书籍
- 明史
- 崇禎長編
- 明實錄
- 清史稿
- 明亡清興六十年